# 令和5年台風第7号
令和5年台風第7号（れいわ5ねんたいふうだい7ごう）は、2023年8月に発生した台風である。国際名は「Lan」。

## 概要
台風7号は2023年8月8日9時に発生した台風である。
発生後西に進み、小笠原近海で進路を北寄りに変え、同海域で最盛期を迎えた。
その後台風はゆっくり北西進し、15日5時前には和歌山県潮岬付近に上陸。日本海に抜け、17日15時に北海道の西（北緯45.0度、東経139.0度）で温帯低気圧になった。
2023年に上陸した唯一の台風である。

## 台風の動きと経過

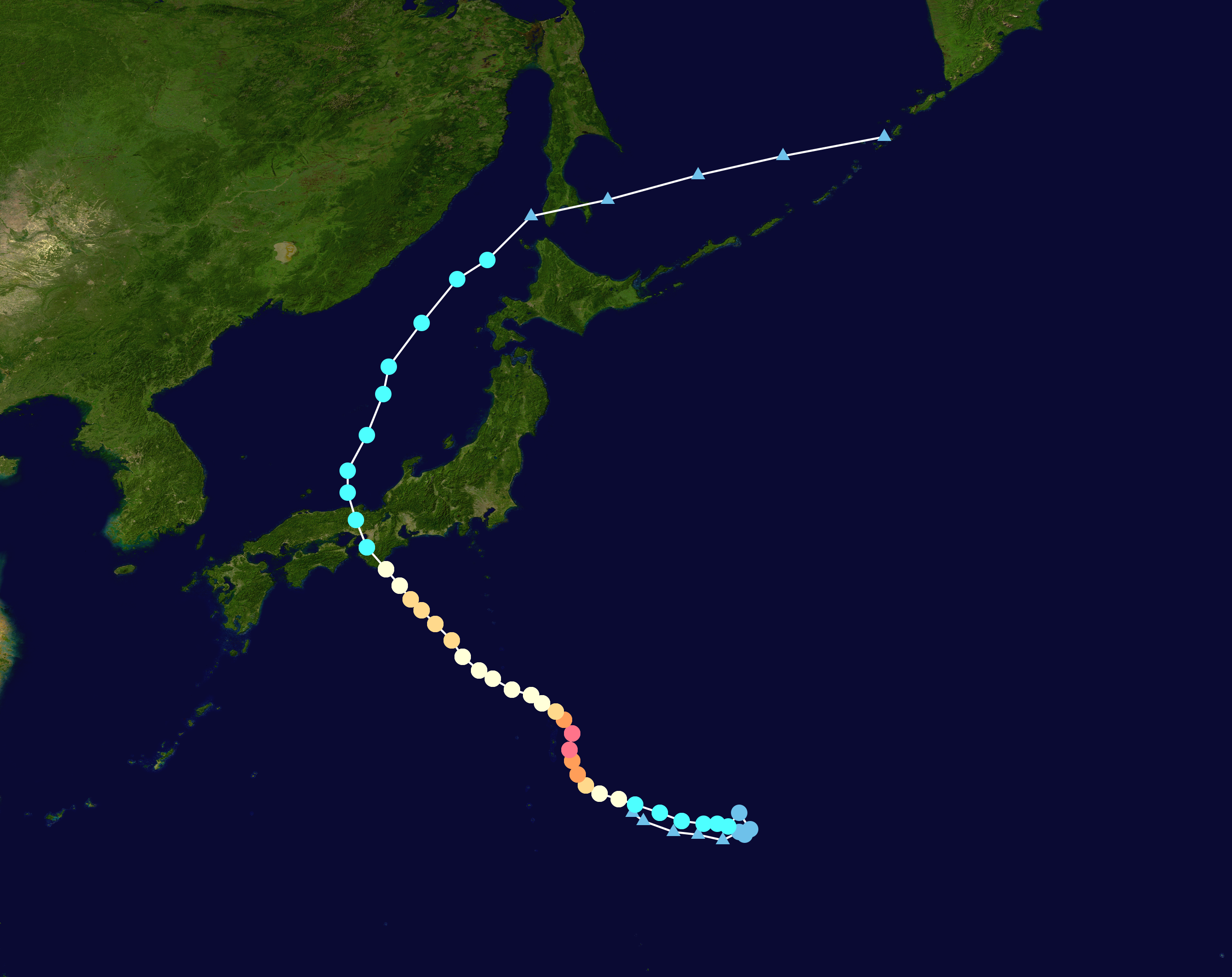
台風の進路図

8月6日、台風6号の東で熱帯低気圧が発生した。
気象庁は7日12時、この熱帯低気圧が24時間以内に台風に発達する見込みと発表した。
熱帯低気圧は、8日9時に南鳥島近海（北緯24.6度、東経149.1度）において台風7号になり、「ラン(Lan)」と命名された。
台風は当初「強い」勢力にまで発達すると予想されたが、予想以上に発達し、10日15時に「強い台風」になると、11日3時には「非常に強い台風」になった。
台風は小笠原諸島に接近し、父島では11日午後0時半頃に最大瞬間風速
31.2m/sを観測した。
その後もスピードをあまり上げないまま北上を続け、15日5時前には和歌山県潮岬付近に、15日13時頃には明石市に上陸した。兵庫県内に台風が上陸するのは5年ぶりであった。
気象庁は16時40分、鳥取県に大雨特別警報を発表した。鳥取県内では、鳥取市の山間部の佐治地区で515.0mm、鹿野地区で485.5mmなど、平成30年7月豪雨を超える程の降雨があり、平年8月の3倍にあたる雨量が一日で観測された。また、鳥取市を流れる佐治川では高山橋の一部が崩落した。
台風は15日中に日本海に抜け、17日15時に北海道の西（北緯45.0度、東経139.0度）で温帯低気圧になった。

## 被害と影響
| 人的被害   | 人的被害   | 人的被害 | 住家被害 | 住家被害 |
| ---------- | ---------- | -------- | -------- | -------- |
| 死者       | 死者       | 0人      | 全壊     | 9棟      |
| 行方不明者 | 行方不明者 | 0人      | 半壊     | 10棟     |
| 負傷者     | 重傷       | 8人      | 一部破損 | 56棟     |
| 負傷者     | 軽傷       | 58人     | 床上浸水 | 128棟    |
| 負傷者     | 程度不明   |          | 床下浸水 | 510棟    |
| 合計       | 合計       | 66人     | 合計     | 713棟    |

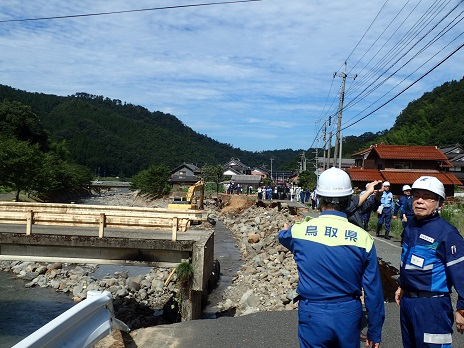
鳥取県八頭郡八頭町福地
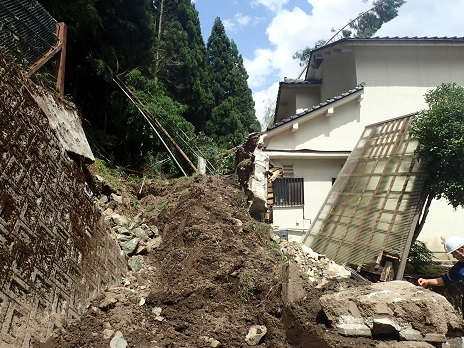
兵庫県香美町村岡区和田
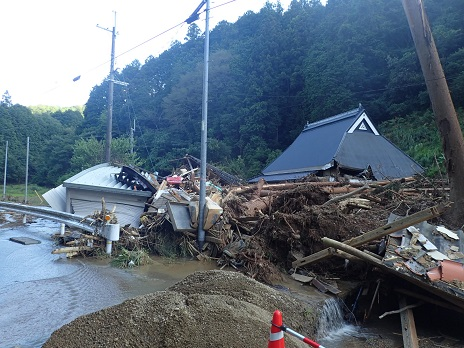
京都府福知山市大江町南有路

### 人的被害
台風の接近に伴い海岸では波が高くなった。愛知県では51歳男性が、茨城県では50歳男性が溺れて死亡した。
また、鳥取県では、道路の崩落により孤立した集落に住む80代女性が死亡した。

### 道路
雨量規制により以下の区間で通行止めとなった。

#### 高速道路
伊勢湾岸自動車道 - 東海JCT～みえ川越IC、みえ川越IC～みえ朝日IC（下り）
京都縦貫自動車道 - 京丹波わちIC～舞鶴大江IC
山陰自動車道 - 鳥取IC～鳥取西IC
舞鶴若狭自動車道 - 福知山IC～舞鶴東IC
神戸淡路鳴門自動車道 - 洲本IC～鳴門IC、東浦IC～垂水IC、垂水IC～東浦IC（下り）
鳥取自動車道 - 智頭IC～鳥取IC
徳島南部自動車道 - 徳島JCT～徳島津田IC
関西国際空港連絡橋 - りんくうJCT～関西国際空港IC
関西空港自動車道 - 泉佐野IC～りんくうJCT（下り）
北近畿豊岡自動車道 - 日高北IC～日高神鍋高原IC
名古屋第二環状自動車道 - 飛島北IC～飛島JCT
阪神高速淀川左岸線 - 北港JCT～海老江JCT（上り）
阪神高速湾岸線 - りんくうJCT～六甲アイランド北
阪神高速大和川線 - 本田～天保山JCT（上り）、九条～天保山JCT（下り）
阪神高速大阪港線 - 三宝JCT～鉄砲（下り）
また、この台風とは関係ないが、三陸沿岸道路も大雨の影響で、田野畑中央IC～普代IC間が通行止めになった。

#### 一般道
国道42号線（三重県熊野市～尾鷲市、和歌山県串本町）

### 交通機関

#### 鉄道
雨量・風速規制により以下の路線で全区間、または一部区間で運転見合わせとなった。

##### 新幹線

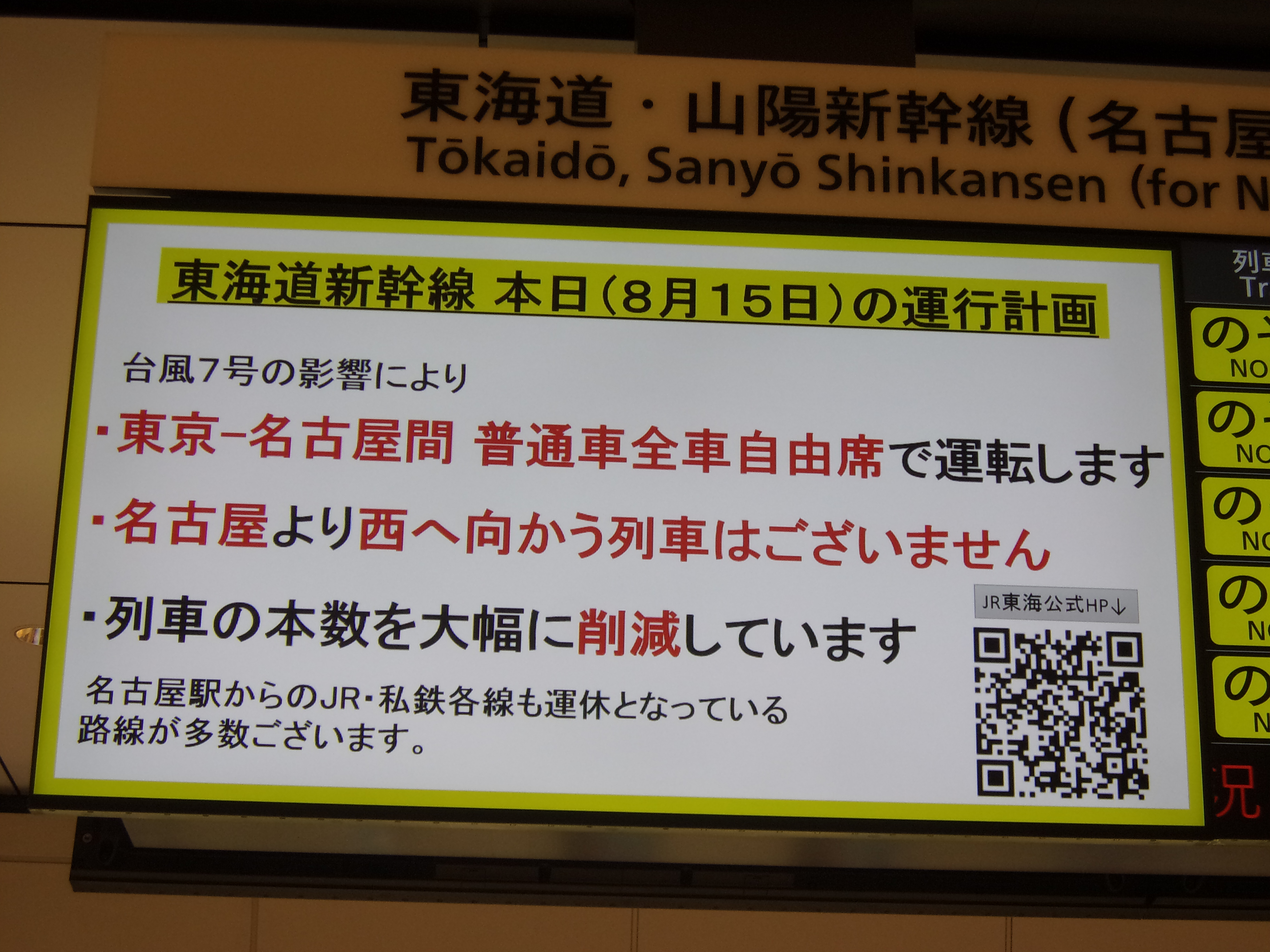
2023年台風7号の影響で計画運休および区間運転する東海道新幹線

JR東海 - 東海道新幹線（名古屋駅～新大阪駅）
JR西日本 - 山陽新幹線（新大阪駅～岡山駅）

##### 在来線
JR東海 - 東海道線、飯田線、武豊線、中央線、太多線、高山線、関西線、紀勢線、名松線、参宮線
JR西日本 -北陸線、小浜線、東海道線、湖西線、東西線、おおさか東線、関西線、草津線、奈良線、片町線、桜井線、阪和線、関西空港線、紀勢線、和歌山線、山陽線、赤穂線、加古川線、姫新線、山陰線、福知山線、舞鶴線、播但線、因美線
JR四国 - 高徳線、徳島線、牟岐線、鳴門線
大井川鐵道 - 大井川本線、井川線
天竜浜名湖鉄道 - 天竜浜名湖線
豊橋鉄道 - 渥美線、東田本線
名古屋鉄道 - 名古屋本線、豊川線、三河線、西尾線、蒲郡線、豊田線、常滑線、空港線、築港線、河和線、知多新線、津島線、尾西線、竹鼻線、羽島線、犬山線、広見線、各務原線、小牧線
愛知環状鉄道 - 愛知環状鉄道線
名古屋市交通局 - 鶴舞線
名古屋臨海高速鉄道 - 西名古屋港線
東海交通事業 - 城北線
近畿日本鉄道 - 名古屋線、湯の山線、鈴鹿線、山田線、鳥羽線、志摩線、大阪線、難波線、信貴線、京都線、奈良線、橿原線、天理線、田原本線、生駒線、南大阪線、道明寺線、長野線、御所線、吉野線
三岐鉄道 - 三岐線、北勢線
四日市あすなろう鉄道 - 内部線、八王子線
伊勢鉄道 - 伊勢線
伊賀鉄道 - 伊賀線
養老鉄道 - 養老線
明知鉄道 - 明知線
長良川鉄道 - 越美南線
樽見鉄道 - 樽見線
近江鉄道 - 本線、多賀線、八日市線
信楽高原鐵道 - 信楽線
嵯峨野観光鉄道 - 嵯峨野観光線
大阪市高速電気軌道 - 御堂筋線、中央線、南港ポートタウン線
北大阪急行電鉄 - 南北線
大阪モノレール - 大阪モノレール線、国際文化公園都市モノレール線
南海電気鉄道 - 南海本線、空港線、多奈川線、加太線、和歌山港線、高野線
阪堺電気軌道 - 阪堺線、上町線
水間鉄道 - 水間線
阪神電気鉄道 - 本線、阪神なんば線
山陽電気鉄道 - 本線、網干線
神戸電鉄 - 有馬線、三田線、公園都市線、粟生線、神戸高速線
神戸新交通 - ポートアイランド線
北条鉄道 - 北条線
和歌山電鐵 - 貴志川線
紀州鉄道 - 紀州鉄道線
京都丹後鉄道 - 宮福線、宮津線
智頭急行 - 智頭線
若桜鉄道 - 若桜線
阿佐海岸鉄道 - 阿佐東線
この台風とは関係ないが、JR東日本の釜石線、三陸鉄道リアス線の一部区間も運転見合わせになった。